# Jack Sprague
Jack Sprague (* 8. August 1964 in Spring Lake, Michigan) ist ein US-amerikanischer Rennfahrer, der derzeit in der NASCAR Craftsman Truck Series den Chevrolet Silverado mit der Startnummer 2 für Kevin Harvick Incorporated fährt. Er ist dreimaliger Meister und einer der erfolgreichsten Fahrer der Craftsman Truck Series.

## Karriere

### Anfänge
Sprague begann seine Karriere in Stockcars auf kleinen Ovalen in seiner Heimat. Er gewann die Streckenmeisterschaft auf dem Thunderbird Raceway und Winston Raceway und begann daraufhin, in der NASCAR Winston Racing Series an Rennen in North Carolina teilzunehmen. Dabei konnte er den Big Ten Championship im Concord Motorsports Park, 30 Rennen und letztendlich auch die Meisterschaft gewinnen.

### 1989 bis 1994
Sprague gab am 7. Oktober 1989 im All Pro 300 auf dem Charlotte Motor Speedway sein Debüt in der zweithöchsten Division der NASCAR, der damaligen Busch Series, die heute als Nationwide Series bekannt ist. Er fuhr einen Chevrolet mit der Startnummer 78, der von Griffin Racing eingesetzt wurde, startete auf Platz 28, wurde jedoch, nachdem er mit einem Motorschaden aufgeben musste, nur als 41. gewertet. Im ersten Rennen der Saison 1990 fuhr er für Pucci & Associaties in der Busch Series, wurde nur 40. und war daraufhin für rund drei Monate nicht in der Serie aktiv, bis der Teambesitzer Frank Cicci ihm die Möglichkeit gab, in einem Buick mit der Startnummer 34 anzutreten. Sprague nahm im Wagen von Frank Cicci an 19 Rennen teil, von denen er eines in den Top 10 beendete.
In der Saison 1991 bestritt Sprague nur sieben Rennen, dabei erzielte er eine Top-5-Platzierung und startete einmal von der Pole-Position im Champion 300 auf dem Charlotte Motor Speedway. 1992 fuhr er weiterhin nur als Teilzeitfahrer, nahm an insgesamt 16 Rennen teil und erreichte in diesem zweimal die Top 10. Er beendete die Saison als 24. in der Fahrerwertung. Für die Saison 1993 unterschrieb Sprague einen Vertrag bei BACE Motorsports, der ihm die Möglichkeit gab, die Startnummer 74 zu pilotieren. Dies tat er auch in 23 der insgesamt 29 Rennen, dabei erzielte er vier Top-10-Platzierungen und wurde 19. in der Meisterschaft. Im Jahre 1994 war Sprague nicht mehr in der Busch Series aktiv, stattdessen kehrte er zur Winston Racing Series zurück, wo er 21 der 22 Rennen, an denen er teilnahm, gewann.

### 1995 bis 2001
Nach den Erfolgen in der Winston Racing Series startete Sprague im Jahre 1995 in der neu gegründeten NASCAR Craftsman Truck Series. Dort fand er einen Platz im Rennteam von Bruce Griffin, für das er auch schon in der Busch Series an den Start ging. Er fuhr einen Chevrolet mit der Startnummer 31, den er regelmäßig in den Top 10 ins Ziel brachte. Aufgrund der guten Leistungen konnte Sprague nach dem Action Packed Racing Cards 150 im Indianapolis Raceway Park zu Hendrick Motorsports wechseln, für die er den Chevrolet mit der Startnummer 25 fahren sollte. Er beendete die Saison auf Rang fünf in der Meisterschaft und erfuhr dabei 15 Top-10- und fünf Top-5-Platzierungen.
In der Saison 1996 wechselte er von der Startnummer 25 zur von Quaker State gesponserten und ebenfalls zu Hendrick Motorsports gehörenden Startnummer 24, mit der er fünf Rennen gewann und zweimal von der Pole-Position startete. Mit einem Rückstand von nur 53 Punkten wurde er Zweiter in der Meisterschaft hinter Ron Hornaday junior. Im selben Jahr gab er sein Winston-Cup-Debüt im Dura Lube 500 auf dem Phoenix International Raceway, der Strecke, der auf der er sein erstes Craftsman-Truck-Series-Rennen gewann. Dabei führte er zwei Runden und wurde 23. In der folgenden Woche nahm er in derselben Startnummer im Rennen auf dem Atlanta Motor Speedway teil, schied allerdings bereits in der frühen Phase des Rennens nach einem Unfall aus. In der Craftsman Truck Series Saison 1997 gewann Sprague jeweils ein Rennen auf dem Phoenix International Raceway, Nazareth Speedway und dem Nashville Speedway und letztendlich auch die Meisterschaft. Trotz des Erfolges kehrte sein Sponsor, Quaker State, in der Saison 1998 nicht zurück, weshalb Sprague die Saison ohne Hauptsponsor beginnen musste. Die Saison begann mit zwölf aufeinander folgenden Top-10-Platzierungen. Big Daddy’s BBQ Sauce war für ein Rennen als Sponsor auf dem Auto zu sehen, doch erst im zwölften Saisonrennen fand man mit GMAC einen Sponsor, der dauerhaft blieb. Sprague gewann das erste Rennen mit dem neuen Sponsor und wurde Zweiter der Fahrergesamtwertung.
In der Saison 1999 gewann Sprague wie auch schon 1997 die Meisterschaft. Im Laufe der Saison erzielte er 19 Top-10-Platzierungen, dreimal siegte er. Am Ende betrug der Vorsprung auf den Zweiten der Gesamtwertung, Greg Biffle, nur acht Punkte. Auch in der Saison 2000 konnte Sprague drei Rennen gewinnen, doch wegen einiger Unfälle erreichte er in der Meisterschaftswertung nur den fünften Rang. 2001 wurde NetZero der Hauptsponsor des Trucks mit der Startnummer 24 und für Sprague lief es wieder besser. Er gewann viermal, startete siebenmal von der Pole-Position, kam 17 Mal in den Top 10 ins Ziel und gewann mit einem Vorsprung von 73 Punkten die Meisterschaft.

### 2002 bis 2003
Nach der erfolgreichen Saison 2001 wechselten Sprague und sein Teamkollege Ricky Hendrick, der Sohn seines Teambesitzers Rick Hendrick, in die Busch Series. Trotz des Serienwechsels fuhr Sprague weiterhin einen von NetZero gesponserten Wagen mit der Startnummer 24. In Inside Traxx 300 auf dem Nashville Superspeedway gewann er erstmals in seiner Busch-Series-Karriere. Für eine lange Zeit führte Sprague in der Fahrerwertung, doch durch einige schwächere Rennen in der Endphase der Saison fiel er in der Gesamtwertung noch auf Platz fünf. Außerdem fuhr er im selben Jahr IROC-Rennen, die er allesamt in den Top 10 beendete, sowie drei Rennen für Haas CNC Racing im Winston Cup, in dem in der Saison 2003 alle Rennen für dasselbe Team bestreiten sollte, während er in der Busch Series nicht mehr antrat. Sein Ziel war das Erhalten des NASCAR Rookie of the Year Awards als bester Neuling des Winstons Cup. Sein bestes Ergebnis war jedoch nur ein 14. Platz im Daytona 500. Aufgrund der nicht den Wünschen entsprechenden Leistungen wurde er nach dem Tropicana 400 auf dem Chicagoland Speedway entlassen. Am Ende des Jahres fuhr er noch zwei Craftsman-Truck-Series-Rennen, die er beide auf dem fünften Platz beendete.

### Seit 2004

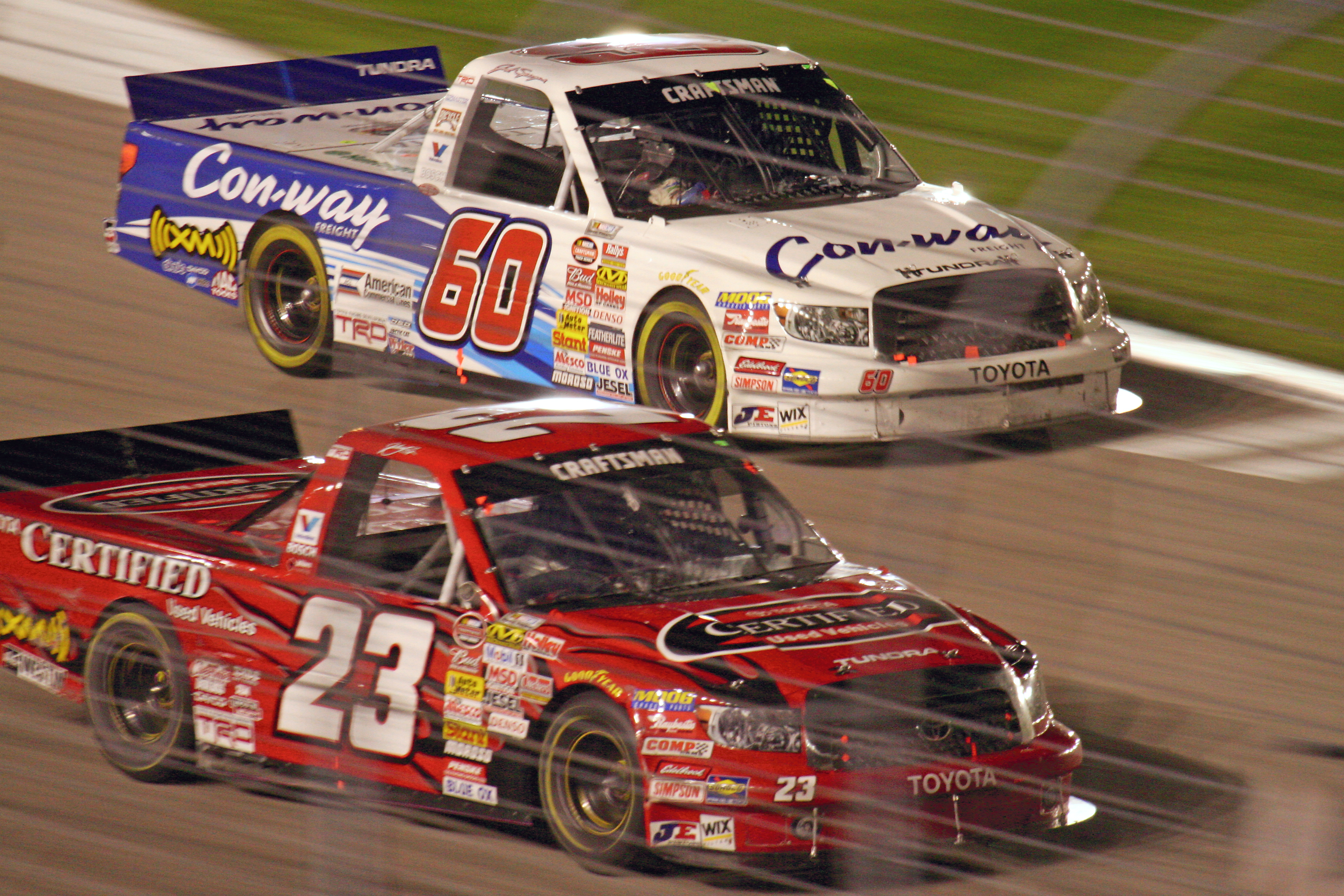
Sprague (#60) und Johnny Benson (#23)

Nach dem misslungenen Versuch sich im Winston Cup zu etablieren, kehrte Sprague 2004 in die Craftsman Truck Series zurück. Er übernahm das Steuer der Startnummer 16, konnte dabei aber nicht mehr ganz an alte Erfolge anknüpfen. Er war aber dennoch recht erfolgreich, indem er sechsmal von der Pole-Position startete und das UAW-GM Ohio 250 gewann. In der Gesamtwertung reichte es am Saisonende zu Platz sieben. In der Saison 2005 gewann er ein Rennen auf dem Texas Motor Speedway, doch trotz der akzeptablen Leistungen wurde er im letzten Saisondrittel durch Mike Bliss ersetzt. Sprague fand daraufhin im Team von Jeff Wyler einen Platz, für den er einen Toyota mit der Startnummer 60 pilotierte. Trotz des Teamwechsels wurde er Achter in der Meisterschaft.
In der Saison 2006 fuhr er alle Rennen für das Team von Jeff Wyler, dabei erzielte er elf Top-10-Platzierungen und zwei Siege, zweimal startete er von der Pole-Position. In der Meisterschaft belegte er Platz neun. Wie im Vorjahr bestritt Sprague auch alle Rennen der Saison 2007 im Toyota mit der Startnummer 60 von Wyler Racing. Die Saison begann gut mit einem Sieg im Chevy Silverado HD 250 auf dem Daytona International Speedway, doch der weitere Saisonverlauf war nicht den Wünschen entsprechend. Zwischenzeitlich befand sich Sprague sogar außerhalb der Top 10 der Fahrerwertung. Am Ende belegte er den neunten Platz in der Gesamtwertung, dabei kam er zehnmal in den Top 10 ins Ziel. Die schwache Leistung und der Verlust des Hauptsponsors führten dazu, dass Sprague zur Saison 2008 zu Kevin Harvick Incorporated wechselte, wo er neuer Teamkollege des amtierenden Craftsman-Truck-Series-Meisters Ron Hornaday junior wurde. Die Saison verlief bislang nicht deutlich besser als das Vorjahr. Sechsmal konnte Sprague in den bisherigen Rennen seinen Truck, ein Chevrolet Silverado mit der Startnummer 2, in den Top 10 ins Ziel bringen.
Nach der Saison 2008 erfolgte keine Verlängerung seines Vertrages. Sprague bestritt seitdem keine weiteren Rennen in der Camping World Truck Series.